# Верниковский, Валерий Арнольдович
Валерий Арнольдович Верниковский (род. 19 апреля 1955, Красноярск) — российский учёный-геолог, академик РАН (2016; член-корреспондент с 2003), лауреат премии РАН имени В. А. Обручева (2008) за цикл работ «Геология, тектоника и палеогеодинамика складчато-покровных поясов Сибири», заслуженный геолог Российской Федерации (2016), лауреат премии РАН имени О.Ю. Шмидта 2019 года за серию работ по единой тематике «Изучение глубинного строения Северного Ледовитого океана с целью обоснования внешней границы континентального шельфа Российской Федерации».

## Биография
В 1977 году окончил горно-геологический факультет Красноярского института цветных металлов.
В 1985 году окончил аспирантуру Геологического института Бурятского филиала СО АН СССР.
С 1977 по 1990 годы — работал в Красноярском отделения Сибирского НИИ геологии, геофизики и минерального сырья Мингео СССР пройдя путь от инженера-геолога до заведующего отделом.
С 1991 года работает в Сибирском отделении РАН: старший, ведущий научный сотрудник, заведующий лабораторией (с 1997 года), заместитель директора (с 2003 года) Института геологии Объединённого института геологии, геофизики и минералогии (с 2006 года — Институт геологии и минералогии имени В. С. Соболева СО РАН).
В 1996 году защитил докторскую диссертацию, в 1997 году присвоено учёное звание профессора.
С 1996 года — преподает в Новосибирском государственном университете (НГУ), с 1997 года — заведующий кафедрой общей и региональной геологии НГУ, с декабря 2012 года — декан геолого-геофизического факультета НГУ.
22 мая 2003 года избран членом-корреспондентом РАН по Отделению наук о Земле.
28 октября 2016 года — избран академиком РАН.

## Научная и общественная деятельность
Специалист в области общей и региональной геологии, тектоники, петрологии и геодинамики. Ученый-геолог, внесший значительный вклад в геологическое и петролого-геохимическое изучение  складчато-покровных поясов Сибири и Арктики.
Предложил новую геодинамическую модель эволюции земной коры Таймырской складчатой области, ранее наименее изученному району («Геодинамическая эволюция Таймырской складчатой области», монография, 1996), а позднее рассмотрел проблемы тектонической эволюции Арктики в целом («Тектоническая карта морей Карского, Лаптевых и Севера Сибири», масштаба 1:2500 000, под редакцией В.Е.Хаина и Н.А.Богданова, 1998), «Геодинамическая карта Северо-Восточной Азии» масштаба 1:5000000, под редакцией В.Ноклберга, Л.М.Парфенова, М.И.Кузьмина и А.И.Ханчука (2003); «Геодинамическая карта Родинии» и обобщающая работа по формированию, конфигурации и распаду этого суперконтинента (Li и др., 2008);  «Tectonics of the Arctic» Springer Geology, масштаба 1:5000000, под редакцией О.Petrov и M.Smelror (Editors), 2021г.  Им разработаны плитотектонические реконструкции к базовой модели геологической эволюции Арктики для обоснования Заявки РФ в Комиссию ООН по границам континентального шельфа. Им предложена новая геодинамическая модель формирования Енисейского кряжа - ключевой структуры в западном складчатом обрамлении Сибирского кратона. Настоящие карты являются принципиальной геологической основой для обоснования закономерностей строения, структурной приуроченности и оценки перспектив обнаружения скоплений и месторождений стратегических полезных ископаемых на территории Сибири и прилегающих арктических акваторий. Эти карты базируются на материалах, полученных лично В.А. Верниковским в течении более 40 полевых сезонов в Сибири и в Арктике. На основе геологических, петролого-геохимических, геохронологических, палеомагнитных данных и результатов численного моделирования им показана эволюция коллизионного магматизма при формировании Карского орогена и его связь с Сибирским суперплюмом. В.А. Верниковским разработана тектоническая (террейновая) модель формирования Енисейского Кряжа - одной из ключевых геологических структур Сибири. Автор цикла работ в российских и международных журналах по геологии, тектонике, петрологии, геохронологии и палеомагнетизму магматических и метаморфических комплексов складчатых поясов Сибири и Арктики. Автор и соавтор более 480 научных трудов, в том числе 10 монографий и 7 тектонических карт (до 2025 г.)
С 80-90-х годов прошлого столетия по настоящее время он развивает идеи И.С.Грамберга, Н.П.Лаверова, В.Е.Хаина, Н.А.Богданова, Л.П.Зоненшайна, Л.М.Натапова и др. ученых об истории развития Северного Ледовитого океана. Им получены доказательства существования древнего континента Арктида на основе использования комплекса современных методов: структурного, изотопно-геохронологических, палеомагнитного, палеонтологического и др. Один из организаторов Международных геологических экспедиций на полуостров Таймыр, острова Северной Земли, Де Лонга и Новосибирские острова (1998-1999, 2002, 2011), в которых участвовали специалисты-геологи из России, Швеции, Норвегии, Финляндии, Германии, США, Дании, Италии и Великобритании. Провел комплексные изотопные исследования в лучших лабораториях мира (Стокгольм, Швеция и Перт, Австралия), результаты которых позволили обосновать возраст офиолитов, коллизионных и постколлизионных гранитов складчатых поясов западного обрамления Сибирской платформы и Арктики. Участвовал в крупных международных проектах по разработке моделей пространственного положения литосферных плит на этапах образования суперконтинентов Родинии и Пангеи, а также кинематических моделей формирования структуры Арктики и западных окраин Сибири.
С 2010 года по настоящее время  принимает участие в разработке плитотектонических реконструкций и базовой модели геологической эволюции Арктики для обоснования обновленной заявки РФ в Комиссию ООН по границам континентального шельфа. В 2016 году по распоряжению Председателя Правительства РФ  вошел в состав делегации Российской Федерации для презентации и защиты Заявки в отношении континентального шельфа Российской Федерации в Северном Ледовитом океане.

### Участие в научных организациях
- ученый секретарь и член бюро Научного совета Государственной научно-технической программы «Глобальные изменения природной среды и климата» (с 1991 - 2003 гг.)
- заместитель председателя секции Научного совета РАН по геологии докембрия «Докембрий Сибири и Дальнего Востока» (1995 - 2007 гг.)
- член Бюро Межведомственного Тектонического комитета, Научного Совета по проблемам тектоники и геодинамики Отделения наук о Земле РАН
- член редколлегий журналов «Геология и геофизика», «Литосфера», Доклады РАН
- заместитель главного редактора журнала «Геология и геофизика» ( с 2021 г.)
- приглашенный редактор журнала "Minerals" ( с 2020 г.)
- председатель диссертационного совета по Наукам о Земле НГУ (с 2019 г.).

Руководитель и ответственный исполнитель ряда российских и международных проектов: РФФИ-ИНТАС (1996—2006), «Геодинамика и металлогения Сибири, Монголии, Северо-Восточного Китая, Кореи и Японии» (1997—2004), TIMPEBAT-TAYMYR (ЕВРОПРОБА, по изучению геодинамической эволюции Арктики; 1998—2003), IGCP-440/Rodinia Assembly & Breakup (1999—2003).
Координатор междисциплинарных и комплексных интеграционных проектов Программы фундаментальных исследований РАН и СО РАН.

## Основные труды
- Геодинамическая эволюция Таймырской складчатой области // Тр. ОИГГМ СО РАН. Новосибирск, 1996. Вып.831. 203 с.
- Neoproterozoic and Late Paleozoic Taimyr Orogenic and Ophiolitic belts, North Asia: a review and models for their formation // Proceeding 30th Int’l Geol. Congr. VSP, 1997. Vol.7. P.121-138
- Тектоническая карта морей Карского и Лаптевых и севера Сибири, масштаб 1:2500000. М., 1998 (в соавт.)
- Meso-Neoproterozoic Tectonic evolution and Rodinia break up. Precambrian Research. 2001. Vol.110/1-4. P.127-141 (co-auth.)
- Тектоника и эволюция гранитоидного магматизма Енисейского кряжа // Геология и геофизика. 2006. Т.47, N 1. С.35-52 (в соавт.)

## Награды
- Премия имени В. А. Обручева (совместно с А. Ю. Казанским, Д. В. Метелкиным, за 2008 год) — за серию работ «Геология, тектоника и палеогеодинамика складчато-покровных поясов Сибири».
- Почётное звание «Заслуженный геолог Российской Федерации» (2016).
- Премия имени О. Ю. Шмидта (2019, совместно с В. Д. Каминским и В. А. Поселовым) — за серию работ по единой тематике «Изучение глубинного строения Северного Ледовитого океана с целью обоснования внешней границы континентального шельфа Российской Федерации».
- Медаль ордена «За заслуги перед Отечеством» II степени (5 февраля 2024 года) — за большой вклад в развитие отечественной науки, многолетнюю плодотворную деятельность и в связи с 300-летием со дня основания Российской академии наук[1].